# Hagenbach
Hagenbach (en alsacià Hàgebàch) és un municipi francès, situat a la regió del Gran Est, al departament de l'Alt Rin. L'any 2007 tenia 700 habitants.

## Demografia
| 1962 | 1968 | 1975 | 1982 | 1990 | 1999 |
| ---- | ---- | ---- | ---- | ---- | ---- |
| 525  | 548  | 468  | 543  | 595  | 593  |

## Administració
| Període   | Identitat     | Partit |
| --------- | ------------- | ------ |
| 2001-2008 | Laurent Kuony |        |
| 2008-     | Guy Bach      |        |